# Macehualtin
Os mācēhualtin (IPA: [maːseːˈwaltin], singular mācēhualli [maːseːˈwalli]) eram a classe social mais comum no Império Asteca. Esta classe asteca era formada por agricultores rurais, formando a maioria dos plebeus do império. Os macahualtin trabalhavam em terras que pertenciam à unidade social dos calpulli, denominada chinampas, com cada família mantendo os direitos à terra desde que não ficasse no local por mais de dois anos. Dentro dessas terras, os mācēhualtin construíam pequenas represas e terraços para aumentar seu rendimento agrícola. Culturas comuns à agricultura asteca eram cultivadas nesses lotes, como milho, feijão e abóbora. Estes cultivos provavelmente eram organizados pelas comunidades locais e não eram liderados pelo Estado. De seus produtos e produtividade, os mācēhualtin eram obrigados a pagar tributos à nobreza asteca.
Durante o reinado de Moctezuma II (1502-1520), eles foram proibidos de servir nos palácios reais, visto que este monarca ampliou a divisão entre os pipiltin (nobres) e os macehualtin. No entanto, antes de seu reinado, notou-se que havia alguma mobilidade, embora incomum, dentro destas classes sociais. Aqueles que se mudaram e se tornaram pipiltin eram chamados yaotequihua. Aqueles que foram postos para baixo apesar do status de nascimento como pipiltin eram chamados de pillaquistiltin. Os macehualtin também podiam se tornar ou vender seus filhos à escravidão.
Essa possibilidade de mobilidade social era relativamente incomum devido à visão locativa do mundo dos astecas. Esse ponto de vista enfatizava a ideia de que todos tinham um lugar correto no mundo. Era quase um imperativo moral encontrar o lugar de alguém e estar em conformidade com suas exigências. Essa lógica se estendia à classe social, com os pipiltin sendo vistos como tendo treinado para governar o resto da sociedade e que teriam sido feitos especificamente pelos deuses astecas para esse propósito, enquanto que os macehualtin eram vistos como tendo sido feitos para trabalhar em benefício da sociedade. Rituais, ensinamentos e muitos outros aspectos da sociedade asteca ajudavam a reforçar essa visão de mundo. A desigualdade entre as classes sociais foi reforçada por instituições sociais, como um conjunto diferenciado de leis para os cidadãos comuns e os da classe alta. Esse conjunto diferenciado de leis era mais severo em relação à nobreza do que aos plebeus por um crime comparável.
Como a sociedade asteca era em parte centrada na guerra, todo homem asteca recebia algum tipo de treinamento militar básico desde cedo. Tipicamente, no momento em que a criança alcançava os três anos de idade, o menino começava a receber uma instrução simples nas mãos de seu pai nas tarefas esperadas dos homens, não importando de qual classe social eles eram. A única possibilidade (extremamente pequena) de uma possível mobilidade social ascendente para os mācēhualtin era através do sucesso militar. A captura de cativos (māltin, singular mālli) marcou uma importante transição para o status de um guerreiro completo, era o caminho para os soldados subirem a escala social e continuou a ser uma fonte de honra durante a carreira de um homem guerreiro. Não levar cativos ou ter desempenho bom em batalhas apenas no final da vida seria uma fonte de desonra para os guerreiros. Enquanto isso impactaria negativamente os guerreiros que eram mācēhualtin, seria um golpe social ainda pior para os membros da nobreza, embora não fosse tão materialmente prejudicial.
As crianças mācēhualtin participavam do telpochcalli (ou "casa dos jovens") a partir dos quinze anos de idade. Esta era uma escola para meninos e meninas, mas eles eram ensinados separadamente. Nos telepocais, os jovens aprenderam artes marciais e outros aspectos da guerra asteca. Eles passavam muito tempo envolvidos em trabalho físico em torno da escola e em torno da comunidade, a fim de construir a força dos jovens. Algumas atividades, como o transporte de lenha, acabaram tomando a forma de um teste de aptidão física à medida que cargas de lenha cada vez maiores eram dadas aos jovens; tais jovens teriam que enfrentar maiores encargos quando chegassem ao campo de batalha. Enquanto os jovens se preparavam para se tornarem guerreiros do Império Asteca, as jovens astecas frequentavam o cuicalco (ou "casa da canção"), uma subdivisão dos telpocaches e onde eles aprendiam sobre as artes rituais, como a dança e a música.
Divisões baseadas no gênero afetavam de forma proeminente as crianças entre os mācēhualtin. Uma ênfase nas divisões de gênero começava já no nascimento, não apenas com a escolaridade. Alguns rituais iniciais diferiam entre meninos e meninas recém-nascidas. Para as crianças do sexo masculino, ações simbólicas, como dar o cordão umbilical a guerreiros para enterrar em campos onde as batalhas poderiam ocorrer, enfatizavam seu papel como futuros guerreiros. Para as crianças do sexo feminino, ações simbólicas, como enterrar o cordão umbilical próximo à lareira, enfatizavam o papel feminino no lar.